# Montuèg
Montuèg (en francès Montech) és un municipi francès, situat al departament de Tarn i Garona i la regió Occitània. En aquest poble hi ha la Rampa d'aigua de Montuèg, obra d'enginyeria per al Canal lateral de la Garona.

## Demografia
| 1962                                       | 1968  | 1975  | 1982  | 1990  | 1999  | 2006  |
| ------------------------------------------ | ----- | ----- | ----- | ----- | ----- | ----- |
| 2.467                                      | 2.538 | 2.596 | 2.775 | 3.091 | 3.491 | 4.863 |
| Des de 1962: població sense dobles comptes |       |       |       |       |       |       |

## Administració
| Període   | Identitat       | Partit |
| --------- | --------------- | ------ |
| 1995-2008 | Robert Lagrèze  | UMP    |
| 2008-     | Valérie Rabassa | UMP    |

## Monument

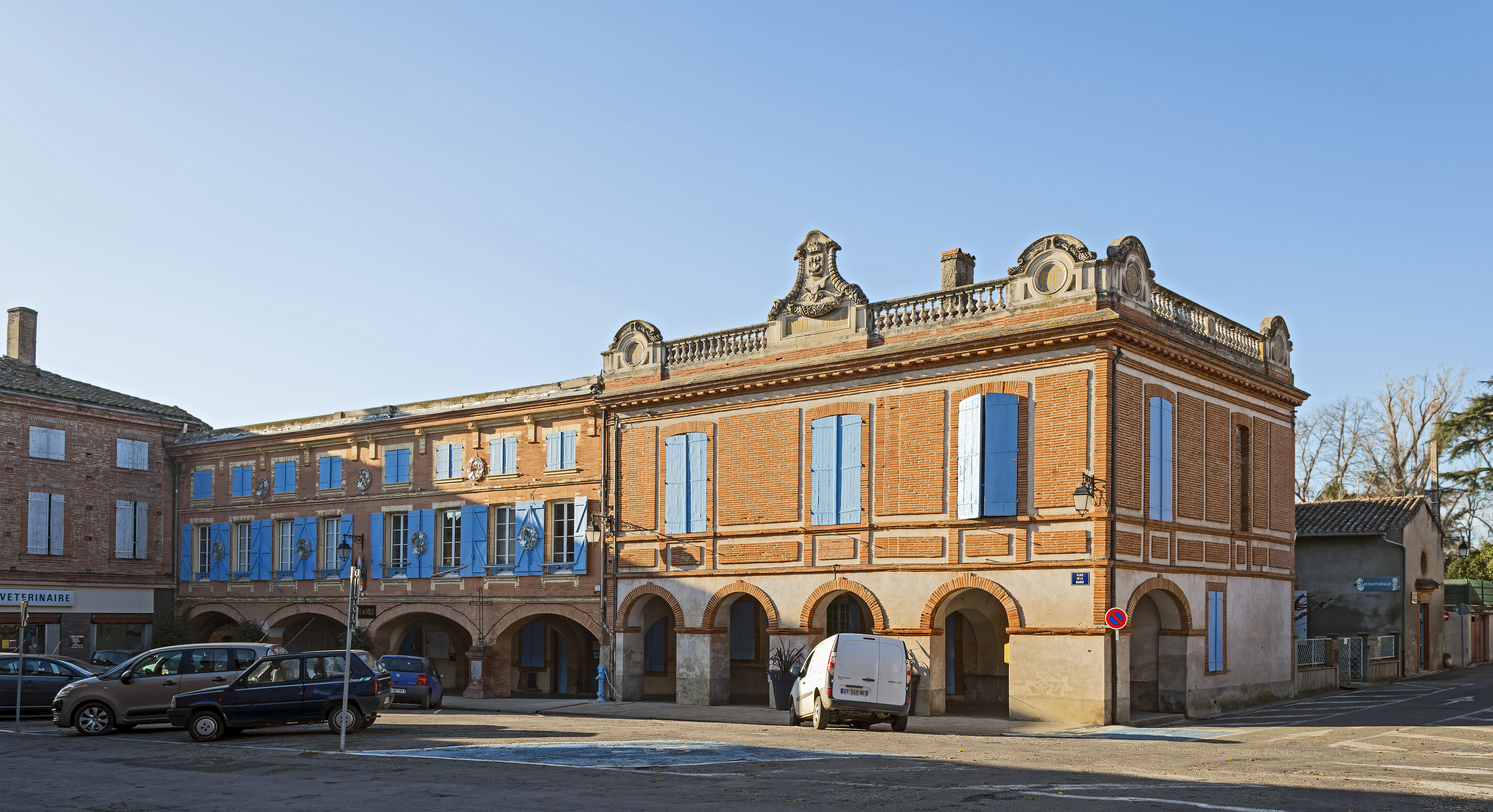
Ajuntament
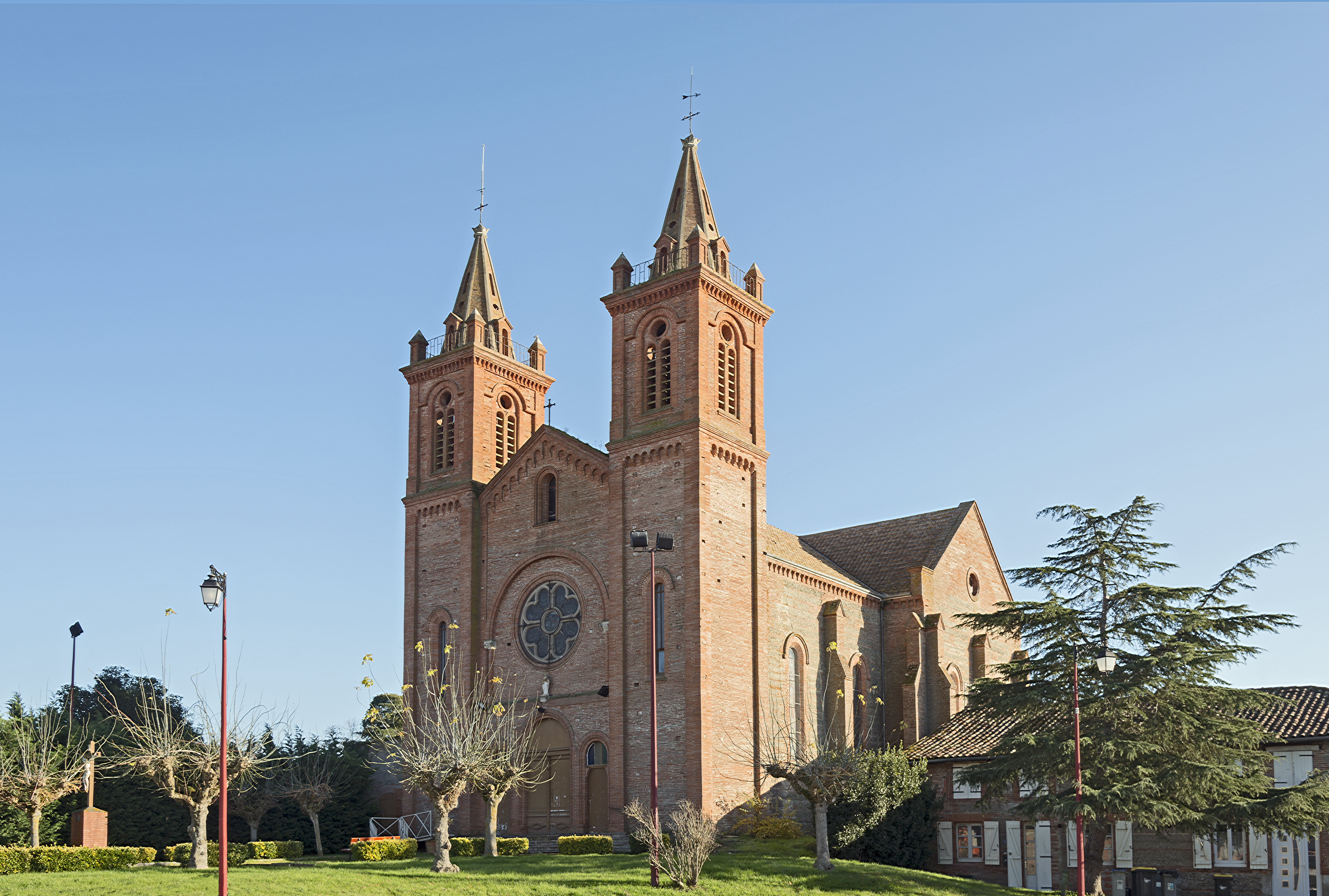
L'església La nostra Senyora de Feuillade '
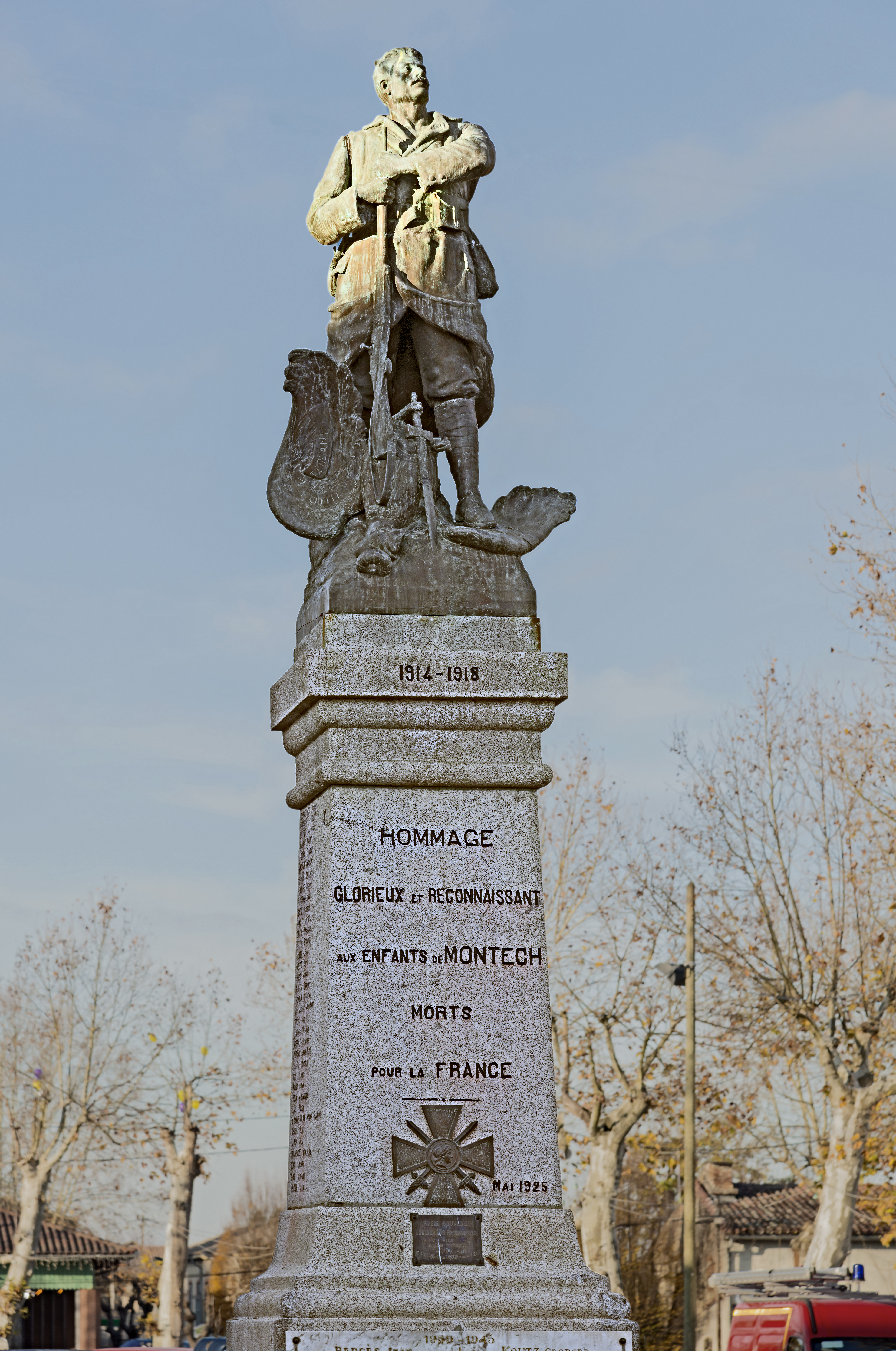
El monument de la guerra
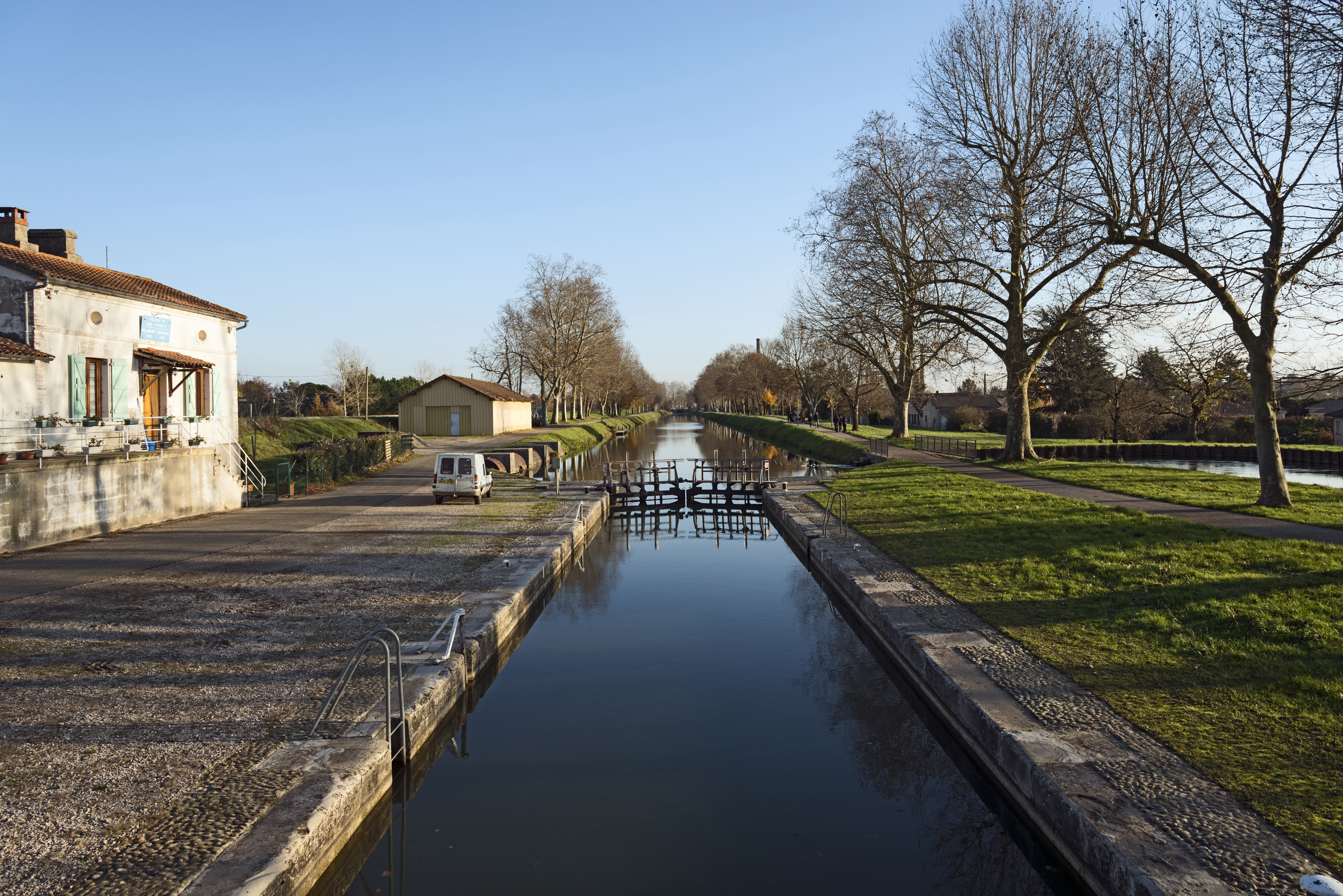
Rescloses del Canal de Peyrets
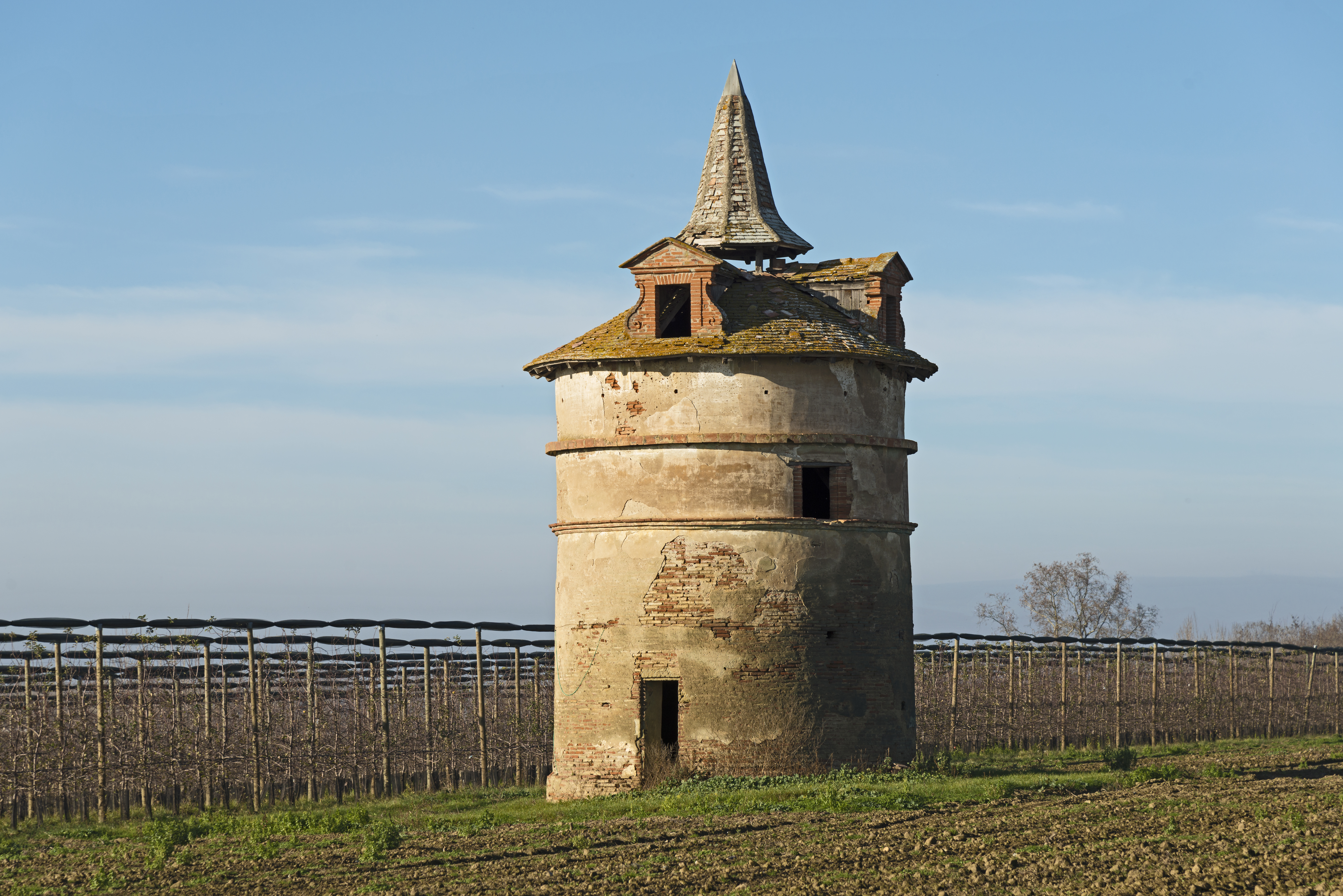
El colomar de Sant Cry